# Pikk Maja
Pikk Maja is een museum in de Estse stad Kärdla op het eiland Hiiumaa. Het museum is gelegen in de voormalige directeurswoning van een textielfabriek uit 1830. Sinds 1998 is het een locatie van de stichting Hiiumaa-museum. De naam van het 60 meter lange gebouw kwam van de locale bevolking die het Pikk Maja (vertaald: Het Lange Huis) noemde. De museumcollectie focust op de geschiedenis van Hiiumaa en de locale textielindustrie. Een van de objecten in het museum is een gereconstrueerde arbeiderswoning.
Pikk Maja · Kassari-museum · Mihkli-boerderijmuseum · Rudolf Tobias-huismuseum · Tahkuna-vuurtoren